# Constantin Franz Fürchtegott von Neurath
Constantin Franz Fürchtegott von Neurath  (* 28. Juli 1777 in Darmstadt; † 27. November 1817 in Stuttgart) war ein deutscher Jurist, württembergischer Beamter und Justizminister.

## Leben
Constantin Franz Fürchtegott von Neurath war der Sohn des hessischen Juristen Constantin von Neurath (* 1739; † 1816). Von Neurath war ein enger Freund des Rechtsgelehrten und späteren preußischen Justizministers Friedrich Carl von Savigny. Mit dem Tod seiner Mutter war Savigny 1792 Vollwaise geworden.  Die Väter von Neurath und von Savigny waren enge Freunde gewesen. So lebte Savigny 1792 bis 1795 unter der Vormundschaft und Erziehung des Vaters von Neurath. Einige auch für die Rechtsgeschichte relevante Briefe zwischen Savigny und Neurath bekunden diese Freundschaft.
Nach dem Jurastudium an den Universitäten in Marburg und Göttingen begann von Neuraths berufliche Laufbahn zunächst beim Fürsten von Nassau-Usingen, wo er zum Regierungsrat aufstieg. Dann wurde Neurath 1804 vom Obersächsischen Reichskreis auf eine erledigte Assessorenstelle  am Reichskammergericht in Wetzlar präsentiert,  wo auch sein Vater als Assessor tätig war. Mit der erfolgreichen juristischen Fachprüfung begann von Neurath eine zweijährige Tätigkeit als Assessor am Kammergericht. Nach der Auflösung des Gerichts trat er 1807 in die Dienste des Königs von Württemberg. König Friedrich setzte ihn als Senatsdirektor des Oberjustiz-Kollegiums ein. Im Jahre 1809 war er mit der Kassation der Fürstentümer Hohenlohe betraut und 1811 erfolgte die Beförderung zum Staatsrat. Der neue württembergische König Wilhelm ernannte ihn am 10. November 1817 zum Geheimen Rat und Justizminister. Bereits nach 17 Tagen im Amt verstarb Neurath, erst 40 Jahre alt.

## Familie
Am 13. Mai 1804 heiratete Constantin von Neurath in Neunkirchen Charlotte von Erath zu Erathsberg (* 1789; † 1869), die ihren früh verstorbenen Mann um 47 Jahre überlebte.  Aus der Ehe gingen vier Töchter und ein Sohn hervor. Der Sohn Constantin (* 1807; † 1876) war später württembergischer Minister und Präsident des Geheimen Rats.